# Nantan

Nantan (南丹市 Nantan-shi?) este un municipiu din Japonia, prefectura Kyoto.